# Грошова пастка
«Грошова пастка» (англ. Money Monster) — американський фільм-трилер, знятий Джоді Фостер. Прем'єра стрічки в Україні відбулася 2 червня 2016 року. Фільм розповідає про телеведучего Лі Гейтса, якого захопив у заручники один із глядачів його шоу.

## У ролях
- Джордж Клуні — Лі Гейтс
- Джулія Робертс — Петті Фенн
- Джек О'Коннелл — Кайл Бадвелл
- Домінік Вест — Волт Кембі
- Катріна Балф — Діана Лестер
- Крістофер Денгем — Рон Спречер
- Джанкарло Еспозіто — капітан Маркус Павелл
- Кріс Бауер — лейтенант Нельсон
- Емілі Мід — Моллі
- Кондола Рашад — Брі
- Олівія Луккарді — Арлін

## Виробництво
Зйомки фільму почались 27 лютого 2016 року в Нью-Йорку.